# Macedonian Open 1999
Il Macedonian Open 1999 è stato un torneo di tennis facente parte della categoria ATP Challenger Series nell'ambito dell'ATP Challenger Series 1999. Il torneo si è giocato a Skopje in Macedonia dal 13 al 19 settembre 1999 su campi in terra rossa.

## Vincitori

### Singolare
Vasilīs Mazarakīs ha battuto in finale  Gergely Kisgyorgy con il punteggio di 6–1, 6–0

### Doppio
Gergely Kisgyorgy /  Steven Randjelovic hanno battuto in finale  Federico Browne /  Lovro Zovko con il punteggio di 6–1, 5–7, 7–6